# SURF
SURF (englisch, Speeded Up Robust Features, frei übersetzt: „Beschleunigte, robuste Merkmale“) ist ein patentierter Algorithmus zur schnellen und robusten Erkennung von Bildmerkmalen für maschinelles Sehen. Er wurde erstmals von Herbert Bay, Tinne Tuytelaars und Luc Van Gool beschrieben. SURF ersetzt die in SIFT verwendeten Gauß-Filter durch Mittelwertfilter, die durch die Verwendung von Integralbildern mit konstantem Zeitaufwand berechnet werden können.

## Implementierungen
- In der Programmbibliothek Dlib ist die Funktion get_surf_points(image) enthalten.[4]
- In der Programmbibliothek OpenCV sind unter opencv_contrib/modules/xfeatures2d/ unfreie Algorithmen wie SURF und SIFT im Quelltext vorhanden.[5] Dieses Modul gehört nicht zur Standardauslieferung.